# ジルスピー郡 (テキサス州)
ジルスピー郡（ジルスピーぐん、英: Gillespie County）は、アメリカ合衆国テキサス州の中央部、エドワーズ高原に位置する郡である。テキサス・ヒル・カントリーの中心部に位置している。2010年国勢調査での人口は24,837人であり、2000年の20,814人から19.3%増加した。郡庁所在地はフレデリックスバーグ市（人口10,530人）であり、同郡で人口最大の都市でもある。ジルスピー郡は1848年に設立され、郡名は1837年にテキサスに移ってきたロバート・アディソン・ジルスピーに因んで名付けられた。ジルスピーはテキサス・レンジャーに入り、インディアンと戦い、米墨戦争に参加した軍人だが、平時には商人でもあった。
1847年12月15日、ジルスピー郡創設の請願書が提出され、1848年、テキサス州議会がベア郡とトラヴィス郡の一部を合わせてジルスピー郡を設立した。請願書に署名した者は圧倒的にドイツ人移民のものだったが、カスティリョ、ペナ、ムノスなどドイツ系以外の名前も含まれていた。

## 年譜
- ジルスピー郡となった地域の初期住人は、トンカワ族、コマンチ族、カイオワ族、リパン・アパッチ族などのインディアンだった[4]
- 1842年、アーデルスフェラインがドイツで組織され、テキサスへの移民を奨励した[5] フィッシャー・ミラー土地特許によって300万エーカー (12,000 km2) の土地が、ドイツ人、オランダ人、スイス人、デンマーク人、スウェーデン人、ノルウェー人の600家族と単身者のために確保された[6]
- 1844年、ヘンリー・フランシス・フィッシャーがアーデルスフェラインに対する土地特許の利権を売却した[4]
- 1845年、ソルムス・ブラウンフェルスのプリンス・カールが、アーデルスフェラインのためにコマールスプリングスと川を含む、1,265エーカー (5 km2) の土地の所有権を確保した。多くのドイツ人移民がマタゴルダ湾インディアナオラの港で降り立って、立ち往生していた。食料や雨風を凌ぐものもなく、地面に穴を掘って暮らし、およそ半数が病気と飢えのために死んだ。残った者達は数百マイル離れた目的地に向かって歩き始めた。インディアナオラから歩いてきた200人のドイツ系移民がグアダルーペ川沿いのサンアントニオ・ナコドーチェス道路の渡し場でニューブローンフェルズの町に辿り着いた。ジョン・O・ミューズバックがガルベストンに到着した。ニューブローンフェルズから120人の開拓者の最初の荷車隊が到着した。測量士のハーマン・ウィルクが町の区画を定めた。ミューズバックがこの町に、プロイセンのプリンス・フリードリヒ・カールに因んでフレデリックスバーグと名付けた。[4][7][8][9][10][11]
- 1847年、ミューズバック・コマンチ条約が締結された。150人の開拓者がテキサス州議会に新郡創設の請願を行い、郡名は「ピアデネルス」あるいは「ジャーマニア」を提案した。フェラインス教会がフレデリックスバーグで最初の公共建造物になった。無宗派の教会、学校、集会所および砦として機能した。地元民はその形から「コーヒーミル教会」と呼んだ。ウィルヘルム・ビクター・カイデルが地域最初の医者になった。モルモン教指導者ライマン・ライトがゾディアックの町を設立した[12][13][14]
- 1848年、テキサス州議会がベア郡とトラヴィス郡の一部を合わせてジルスピー郡を設立した。郡名は、テネシー州からの移民ロバート・アディソン・ジルスピー大尉に因んで名付けられた。ジルスピーは米墨戦争のモンテレーの戦い（1846年）で英雄だった。フレデリックスバーグが郡庁所在地になった。マーティン・スコット砦がペダーネイルズ川の支流、バロンズ・クリーク沿いに設立された[15][16]
- 1850年、暴徒になった兵士の一団が店舗兼郡庁舎の建物を燃やし、郡の記録が焼失した。ことの発端は店舗所有者で郡書記官のジョン・M・ハンターが兵士達にウィスキーの販売を拒否したことだった。口喧嘩からハンターが兵士達を侮辱した。50人の兵士が店舗を襲い火を付け、中のもの全てを破壊した。兵士達は町の人々が郡の記録を救い出そうとするのを邪魔した。[17][18]
- 1851年、ジョン・O・ミューズバックがベア郡、コマール郡、メディナ郡を代表するテキサス州議会上院議員に選出された[10]
- 1854年、ミューズバックが、テキサス州知事エリシャ・M・ピースから、アーデルスフェラインによって約束されていた1845年と1846年の移民に土地保証書を発行する委員の指名を受けた。ドイツ人移民によるテキサス州会議がサンアントニオで開催され、政治、社会、および宗教に関する次のような綱領を採択した。1) 平等な労働に対する平等な報酬 2) アメリカ合衆国大統領の直接選挙 3) 死刑の廃止 4) 奴隷制度は悪であり、その廃止は民主主義原則の要求である 5) 大学を含め、宗教の影響無しに州が支援する無料教育 6) 教会と政府の完全な分離[10][19][20][21]
- 1852年、ブレーメンの水夫チャールズ・ヘンリー・ニミッツ（アメリカ海軍提督チェスター・ニミッツの祖父）がフレデリックスバーグにニミッツ・ホテルを建てた。1870年、蒸気船の形をしたファサードを付け加えた[22][23]
- 1861年、テキサス州がアメリカ合衆国から脱退し、アメリカ連合国に加盟した。ジルスピー郡の郡民投票では400票対17票で脱退に反対した。カー郡、ジルスピー郡、ケンドール郡の北部支持者が、エイブラハム・リンカーン大統領の政策を支持する秘密組織、ユニオン・リーグの結成に参加した。測量士のジェイコブ・クーフラーがサミュエル・ヒューストンからジルスピー郡内で民兵隊を組織し、その大尉となる任務を与えられた。クーフラーはそのフロンティア中隊にドイツ系北部支持者のみ集め、フランシス・R・ラボック知事から拒否された。[24][25]
- 1862年、ジルスピー郡から44人が南軍に加わった。強制徴募を避けるために最終的に300人が兵役に応じることになっていた。ユニオン・リーグはフロンティアをインディアンから守り、その家族を南軍から守るために中隊を結成した。良心的兵役拒否者は主にテハーノやドイツ系移民に多かった。南軍指導部はテキサス州中央部に戒厳令を敷いた。キニー郡ではニュエセスの虐殺が起こった。ジェイコブ・クーフラーが良心的兵役拒否者61人をメキシコに逃がす案内役を務めた。スコットランド生まれの南軍非正規兵ジェイムズ・ダフとそのパルティザン・レンジャーが彼等を追跡し、ニュエセス川で追いついた。34人が殺され、捕虜になった後に処刑された者もいた。ジェイコブ・クーフラーは生き残った。この事件の残酷さがジルスピー郡民に衝撃を与えた。2,000人が岡に上ってダフの恐怖政治から逃れた。郡内ハーパーの町に近いスプリングクリーク墓地には、セバード・ヘンダーソン、ハイラム・ネルソン、ガス・テグナー、フランク・スコットの名前が記された1つの墓がある。その碑銘には「ジェイムズ・ダフ大佐の南軍連隊によって、絞首刑にされ、スプリングクリークに投げ込まれた」と記されている[26][27][28]
- 1864年、カイオワ族襲撃隊がハーパーの近郷、マクドナルドの住人を虐殺した[29]
- 1865年、郡内では戦時犯罪が増加し、17人が殺人罪で有罪とされた[30]
- 1866年、ヌエチェス虐殺で犠牲になったテキサス人のために、トロイエ・デア・ユニオン（連邦への忠誠者）記念碑がコンフォートで除幕された。南軍の領内で国立墓地以外では唯一の北軍に対する記念碑だった。アメリカ合衆国国旗を永続的に半旗で掲揚することが認められている6か所の1つでもある[31][32]
- 1870年、ハーマン・レーマンと弟のウィリーがアパッチ族の捕虜になったが、ウィリーは数日の内に逃げ出した[33][34]
- 1874年-1875年、アンデレス・リンディヒが郡内初の石灰釜を建設した[35]
- 1878年5月12日、ハーマン・レーマンが兵士に伴われて家族の元に戻った[33]
- 1881年、ジルスピー郡は州内で初めて祭を催した郡になった[36]
- 1882年、初代郡庁舎が建設された。後にパイオニア記念図書館になった[37]
- 1885年、後のアメリカ海軍提督チェスター・ニミッツがフレデリックスバーグで生まれた。その父のチェスター・B・ニミッツは彼が生まれる前に死んでおり、元水夫の祖父が模範となった[38]
- 1897年5月27日、ジョン・O・ミューズバックがメーソン郡ロイヤルバレーの自家農園で死亡し、チェリースプリングのマーシャル・ミューズバック墓地に埋葬された[10][39]
- 1908年、後のアメリカ合衆国大統領リンドン・B・ジョンソンがパーダナリス川沿いの小さな農家で生まれた[40]
- 1934年、ジルスピー郡歴史協会が結成された[41]
- 1938年、パーダナリス電力協同組合が結成され、田園部に電力を供給した[42]
- 1948年、ミューズバック条約調印を記念して、毎年イースター・ファイアーが開催されるようになった[43]
- 1960年代、リンドン・B・ジョンソンが副大統領になり、その後大統領になった。ストーンウォールにあるその牧場はテキサスのホワイトハウスと呼ばれるようになった。観光が重要な産業になった[44]
- 1966年、2月20日、チェスター・ニミッツがカリフォルニア州で死亡し、ゴールデンゲイト国立墓地に埋葬された[45]
- 1967年2月24日、海軍提督チェスター・W・ニミッツ記念海軍博物館が、フレデリックスバーグのメインストリートにある昔のニミッツ・ホテルで開館した[46]
- 1973年1月22日、リンドン・B・ジョンソンがストーンウォールにあるその牧場で死亡した。ジョンソンと妻のレディ・バード・ジョンソンは牧場内の家族墓地に埋葬されている[44]
- 1976年5月8日、日本人からの贈り物である日本平和庭園が、フレデリックスバーグ130周年を記念してニミッツ博物館前で除幕された[47]
- 1981年9月1日、テキサス州議会がニミッツ博物館をテキサス州公園野生生物省の管轄に置き、太平洋戦争国定博物館とすることを決めた[47]
- 1984年テキサス州がエンチャンティド・ロック州立自然地域に施設を追加した後に開放した。同年、アメリカ合衆国国家歴史登録財に指定された[48]
- 2008年8月27日、テキサス州のホワイトハウスが公開された[44]
- 2009年、ジョージ・H・W・ブッシュギャラリーがニミッツ博物館内に開かれた[47]

## 地理
アメリカ合衆国国勢調査局に拠れば、郡域全面積は1,061平方マイル (2,748 km2)であり、事実上全て陸地である。

### 主要高規格道路
- 州間高速道路10号線
- アメリカ国道87号線
- アメリカ国道290号線
- テキサス州道16号線
- 農場市場直結道路783号線

### 隣接する郡
- メーソン郡 - 北西
- リャノ郡 - 北東
- ブランコ郡 - 東
- ケンドール郡 - 南
- カー郡 - 南西
- キンブル郡 - 西

### 国立保護地域
- リンドン・B・ジョンソン国立歴史公園（部分）

## 人口動態
以下は2000年の国勢調査による人口統計データである。
| 基礎データ - 人口: 20,814人 - 世帯数: 8,521 世帯 - 家族数: 6,083 家族 - 人口密度: 8人/km2（20人/mi2） - 住居数: 9,902軒 - 住居密度: 4軒/km2（9軒/mi2） 人種別人口構成 - 白人: 92.82% - アフリカン・アメリカン: 0.21% - ネイティブ・アメリカン: 0.33% - アジア人: 0.18% - 太平洋諸島系: 0.02% - その他の人種: 5.27% - 混血: 1.18% - ヒスパニック・ラテン系: 15.90% 年齢別人口構成 - 18歳未満: 28.9% - 18-24歳: 7.1% - 25-44歳: 26.4% - 45-64歳: 24.7% - 65歳以上: 12.9% - 年齢の中央値: 37歳 - 性比（女性100人あたり男性の人口） - 総人口: 98.2 - 18歳以上: 97.6 | 世帯と家族（対世帯数） - 18歳未満の子供がいる: 36.5% - 結婚・同居している夫婦: 60.3% - 未婚・離婚・死別女性が世帯主: 9.3% - 非家族世帯: 26.9% - 単身世帯: 24.7% - 65歳以上の老人1人暮らし: 11.8% - 平均構成人数 - 世帯: 2.65人 - 家族: 3.19人 収入と家計 - 収入の中央値 - 世帯: 29,355米ドル - 家族: 34,653米ドル - 性別 - 男性: 29,925米ドル - 女性: 14,695米ドル - 人口1人あたり収入: 14,414米ドル - 貧困線以下 - 対人口: 19.4% - 対家族数: 14.9% - 18歳未満: 24.3% - 65歳以上: 18.2% |

1990年時点でジルスピー郡とケンドール郡には約 3,000 人のテキサス・ドイツ語を話す人がいたが、その後の20年間で減少していると考えられている。

## 政治
ジルスピー郡は、テキサス州が歴史的に共和党よりであるのに対して幾らか異端児であり、近年まで圧倒的に民主党支持だった。これにはドイツ系アメリカ人の文化を引き継いできたことが大きく貢献している（ドイツ系アメリカ人は歴史的に共和党寄りの傾向がある）。1896年以降の大統領選挙では、少数の例外を除いて共和党候補がジルスピー郡を制してきた。1912年に進歩党のセオドア・ルーズベルトが郡を制した（他の郡では勝てなかった）。1924年、進歩党のロバート・M・ラフォレット・シニアが制した州内2つの郡の1つになった。ジルスピー郡が民主党候補を支持したのは1932年（フランクリン・ルーズベルト）と1964年（リンドン・B・ジョンソン）であり、どちらも民主党にとって大勝となった。最近5回の大統領選挙では、民主党候補が得た得票は全体の21%が最大である。
アメリカ合衆国下院議員ではテキサス州第11選挙区に属し、2012年時点の代表は共和党員である。26年前は民主党員だった。州議会上院では第24選挙区に、下院では第73選挙区に属し、どちらも共和党員を送り出している。

## 都市と町
- フレデリックスバーグ - 郡庁所在地
- ハーパー
- ストーンウォール

### 未編入の町
| - アルバート - ブルーメンタール - ケインシティ - ケイブクリーク - チェリースプリング - クラバップル | - ドス - エッカート - グレイプタウン - ルッケンバック - モリスランチ - パーダネルス | - レインゴールド - タイビーデール - ウィロウシティ - リード - ゾディアック |

## 著名な住人
- リンドン・B・ジョンソン、アメリカ合衆国大統領、郡東部のストーンウォールで生まれた。ストーンウォール郊外に「LBJ牧場」の大半を含むリンドン・B・ジョンソン国定歴史公園がある
- チェスター・ニミッツ、アメリカ海軍提督、フレデリックスバーグのメインストリートに現在もある家で生まれた。フレデリックスバーグと近くのカービルで育ち、アメリカ海軍兵学校を卒業し、第二次世界大戦の太平洋戦争を指揮し、海軍元帥になった